# Jörgen Flink
Jörgen Flink, född 4 juni 1964, är en svensk dirigent och arrangör medlem i Svenska dirigentföreningen.
Flink är utbildad klarinettist och tidigare pedagog vid Musikhögskolan i Malmö. Han har studerat orkesterdirigering för bland andra professor Siegfried Naumann och Lars Jensen. Jörgen Flink är verksam som dirigent i framförallt teater- och blåsmusiksammanhang. Han har dirigerat musikal på Nöjesteatern och Slagthuset i Malmö och är en ofta sedd gästdirigent, inte minst inom Försvarsmusiken där han dirigerat både Marinens och Arméns musikkårer, Armens veteranmusikkår, Marinens Ungdomsmusikkår och Hemvärnets centrala stabsmusikkår. Han har haft huvudansvaret för försvarets sommar- och vintermusikskolor och är instruktör vid hemvärnets dirigentutbildningar. Han har gästat Göteborg Wind Orchestra vid flera konserter och Militärmusiksamfundets orkester. Jörgen var Nationsorkesterns dirigent mellan 2008 och 2012. Mellan 2010 och 2017 har han dirigerat Halmstads Fyrverkerifestivals stora orkester. Flink är fast knuten som dirigent i Hemvärnets musikkår i Lund sedan 2007 och för Brandkårens musikkår i Malmö sedan 2019 och i Lunds Brassband sedan 2022. 1989-2013 var Flink dirigent och musikalisk ledare för Trelleborgs Musikkår. Han undervisade i dirigering på Heleneholmsskolans estetiska program under hela 1990-talet men är sedan 2003 knuten till kulturförvaltningen i Trelleborgs kommun.  
Jörgen Flink har skrivit många arrangemang och kompositioner för blåsorkester och har samarbetat med en mängd av Sveriges stora artister från olika genrer. Han gästar regelbundet många av landets olika orkestrar.  